# Іващенко Максим Миколайович
Максим Миколайович Іващенко («Корвін») (* 5 червня 1987, Ніжин, Чернігівська область) — український музикант. Вокаліст гурту «Біла Вежа».

## Життєпис
Навчався в Ніжинській ЗОШ № 6. З восьмого класу почав займатися музикою, спочатку в хореографічному плані, а потім і у вокальному. 2003 рік — перший міський фестиваль «Ніжинський зорепад» (1 місце).
2004 рік — на тому ж таки фестивалі 1 місце і Гран-прі у категорії «18-32 роки» (йому тоді лише 17).
Впродовж 3-х років на різних фестивалях посідав перші та другі місця.
Кінець 2004 року — знайомство з Андрієм Дворніком та створення рок-гурту, який названо «Quarantin» («Карантин»).
Того ж таки року Максим закінчує школу, і їде вступати в Київський державний коледж естрадного та циркового мистецтв (спеціальність — естрадний та рок-вокал).
2007 — кидає коледж і вступає в Київське училище культури та мистецтв (спеціальність — диригент хору). У 2008 році кинув цей навчальний заклад.
З 2006 по 2009 роки — участь у багатьох фестивалях всеукраїнського та міжнародного рівнів («Червона рута», «Чорний град», «Музичний острів», «Чиста планета», «Прем'єра століття» та багато інших).
У червні 2009 року дізнався про вакантне місце вокаліста гурту «Біла Вежа» та вдало пройшов прослуховування. 2009 — перші концерти з цим гуртом.
Серпень 2009 — вступ до НАКККіМ (Національна академія керівних кадрів культури і мистецтв).

## В гурті «Біла Вежа»
Замінив попереднього вокаліста Андрія Кохана, який вибув з гурту через хронічне захворювання горла. Бере участь у підготовці другого альбому групи, про що заявлено у прямому ефірі радіо «Промінь» в програмі «Український Рок-н-Рол». З Максимом гурт вже встиг записати такі нові пісні:
- «Біла Вежа»
- «Без Зброї»
- «Те, що бачиш ти»

Завантажити дані пісні можна з офіційного сайту гурту (розділ «Новини»).